# Emimmo Salvi
Emimmo Salvi, né à Rome le 23 janvier 1926, mort en 1982, est un réalisateur, scénariste et producteur de films italien.

## Biographie
Il commence dans le monde du cinéma comme inspecteur de produvtion et devient ensuite  directeur de production pour de nombreux films, tels Les Onze Fioretti de François d'Assise (Francesco, giullare di Dio, 1950) et Voyage en Italie (Viaggio in Italia, 1954) de Roberto Rossellini, Le Bigame (Il bigamo, 1955) de Luciano Emmer, Les Nuits de Cabiria (Le notti di Cabiria, 1957) de Federico Fellini.
Il se lance ensuite dans la réalisation de films du dit cinéma de genre, surtout des western spaghetti et des péplums.

## Filmographie

### Réalisateur
- 1962 : Vulcan, fils de Jupiter (it) (Vulcano, figlio di Giove)
- 1962 : Les Nouvelles Aventures d'Ali Baba (it) (Le 7 fatiche di Alì Babà)
- 1964 : F.B.I. appelle Istanbul (it) (FBI chiama Istanbul)
- 1964 : Sindbad contre les sept Sarrasins (it) (Sindbad contro i sette saraceni)
- 1966 : Un gangster revient de Brooklyn (Un gangster venuto da Brooklyn)
- 1966 : Trois Winchester pour Ringo (Tre colpi di Winchester per Ringo)
- 1966 : Le Trésor de la Forêt-Noire (it) (Il tesoro della foresta pietrificata)
- 1967 : Johnny Texas (Wanted Johnny Texas)
- 1978 : Pugni dollari e spinaci (it)

### Scénariste
- 1958 : La Flèche noire de Robin des Bois (Capitan Fuoco)
- 1959 : La Terreur des barbares (Il terrore dei barbari), réalisé par Carlo Campogalliani
- 1960 : David et Goliath (David e Golia), réalisé par Ferdinando Baldi et Richard Pottier
- 1961 : Le Géant de Métropolis (Il gigante di Metropolis), réalisé par Umberto Scarpelli
- 1961 : Ivan le conquérant (Le sette sfide), réalisé par Primo Zeglio

### Producteur
- 1958 : Sorrisi e canzoni (it), réalisé par Luigi Capuano
- 1959 : La Terreur des barbares (Il terrore dei barbari), réalisé par Carlo Campogalliani
- 1960 : David et Goliath (David e Golia), réalisé par Ferdinando Baldi et Richard Pottier
- 1961 : Le Géant de Métropolis (Il gigante di Metropolis), réalisé par Umberto Scarpelli
- 1961 : Ivan le conquérant (Le sette sfide), réalisé par Primo Zeglio